# Кишинів (аеропорт)
Кишинівський міжнародний аеропорт імені Еуджена Доґи (рум. Aeroportul Internaţional „Eugen Doga” Chişinău) (IATA: RMO, ICAO: LUKK) — головний аеропорт Молдови, розташований за 13 км на південний схід від столиці Кишинів. 
Аеропорт є хабом для:
- FlyOne
- HiSky

## Транспортне сполучення з містом
До Кишинівського міжнародного аеропорту можна дістатися:
- на автобусах «А» (Площа Кантемира - Аеропорт) і № 65 (Центральний ринок - Аеропорт - Шосе Мунчешть, 810);
- на маршрутному таксі № 165 (Вулиця Ізмаїльська (ЦУМ) - Аеропорт);
- на міському таксі;
- на особистому автотранспорті по проспекту Дачія. Від центру Кишинева до аеропорту 13,7 км;
- на тролейбусах по маршруту № 30 (Вулиця 31 Серпня 1989 - Національний Аеропорт).

## Авіакомпанії та напрямки, грудень 2021

### Пасажирські
| Авіакомпанія                   | Пункт призначення |
| ------------------------------ | --- |
| Aeroflot                       | Москва-Шереметьєво |
| Air Moldova                    | Бове, Болонья, Верона, Дублін, Дюссельдорф (з 22 березня 2022), Женева, Стамбул-Аеропорт, Київ-Бориспіль, Краснодар, Ларнака, Лісабон, Лондон-Станстед, Мілан-Мальпенса, Москва-Домодєдово, Рим-Ф'юмічіно, Санкт-Петербург, Тель-Авів-Бен-Гуріон, Франкфурт-на-Майні Сезонний: Салоніки |
| Arkia                          | Сезонний: Тель-Авів-Бен-Гуріон |
| Austrian Airlines              | Відень |
| Belavia                        | Мінськ |
| FlyOne                         | Верона, Дублін, Єреван (з 1 червня 2022), Лісабон, Лондон-Лутон, Москва-Внуково, Париж — Шарль де Голль, Парма, Стамбул, Тель-Авів-Бен-Гуріон, Франкфурт-Ган, Сезонний: Амстердам (з 18 червня 2022), Барселона (з 18 червня 2022), Батумі (з 3 червня 2022), Брюссель (з 16 червня 2022), Дюссельдорф (з 18 червня 2022), Київ-Бориспіль (з 27 березня 2022), Ніцца (з 18 червня 2022), Санкт-Петербург Сезонний чартер: Анталія, Міляс-Бодрум, Іракліон, Ізмір, Корфу, Родос, Шарм-ель-Шейх |
| HiSky                          | Бове, Мілан-Бергамо, Дублін, Москва-Внуково, Франкфурт-на-Майні |
| LOT Polish Airlines            | Варшава-Шопен |
| Lufthansa                      | Франкфурт-на-Майні |
| TAROM                          | Бухарест |
| Turkish Airlines               | Стамбул-Аеропорт Сезонний чартер: Анталія |
| Ukraine International Airlines | Київ-Бориспіль |
| Wizz Air                       | Абу-Дабі, Базель, Барселона, Париж-Бове, Мілан-Бергамо, Берлін, Болонья, Брюссель-Шарлеруа, Відень, Гамбург, Дортмунд, Ейндговен, Ліверпуль, Лондон-Лутон, Меммінген, Рим-Чіампіно, Тревізо, Турин, Прага |

### Вантажні
| Авіакомпанія | Пункт призначення |
| ------------ | ----------------- |
| DHL Aviation | Бухарест          |

## Зміна назви у системі IATA
З 18 січня 2024 року Міжнародний аеропорт Кишинів змінив свою назву у міжнародній системі кодів аеропортів IATA з KIV на RMO (Республіка Молдова). Міністр інфраструктури Молдови Андрій Спину пояснив таке рішення зменшенням російського впливу в країні та вказав, що «скорочення назви Кишинева російською мовою більше не з'являтиметься на картах польотів».

## Події
30 червня 2023 року, в результаті стрілянини в аеропорту Кишинева загинуло двоє осіб. Громадянин Таджикистану Ашуров Рустам Каримович, 25 березня 1980 року народження, мешканець Душанбе — учасник організованої злочинної групи, напередодні втік до Молдови після того, як проти нього порушили карну справу за викрадення 23 червня 2023 року першого заступника голови одного з банків Душанбе, з метою надалі сховатися в одній із країн Європейського Союзу. Після прибуття до Молдови, йому було відмовлено у в'їзді, а під час конвоювання до зони, де він мав чекати зворотного рейсу, він відібрав у прикордонника пістолет і смертельно поранив прикордонника та співробітника служби безпеки аеропорту. Злочинець був нейтралізований та затриманий. Внаслідок отриманих поранень, 3 липня 2023 року затриманий помер у лікарні.

## Цікаві факти
2019 року молдавський скульптор В'ячеслав Жиглицький у залі реєстрації пасажирів на виліт встановив скульптурну групу "Екіпаж".
На під'їзді до аеропорту з 2005 року стоїть пам'ятник літак Ту-134

## Галерея

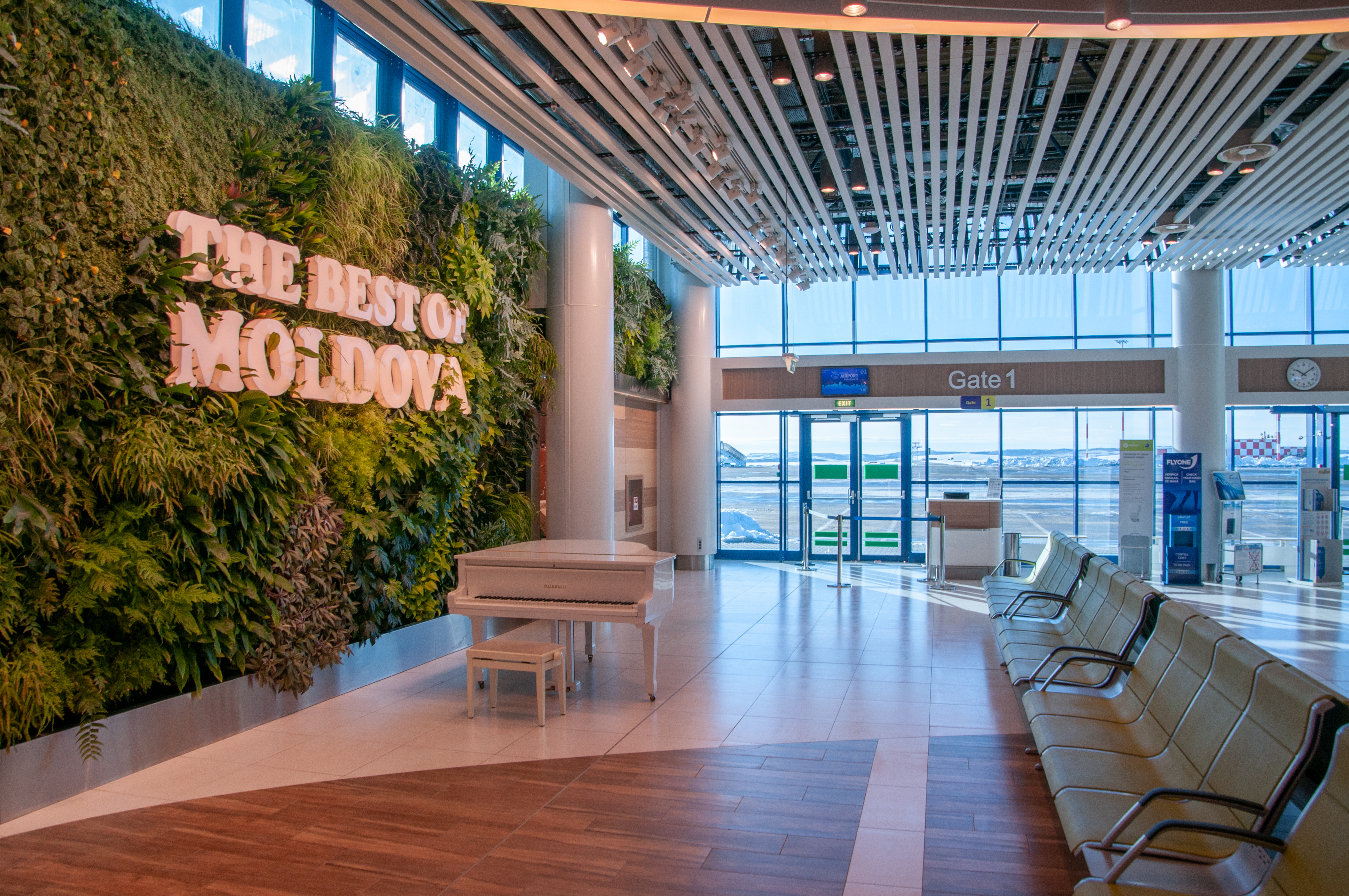
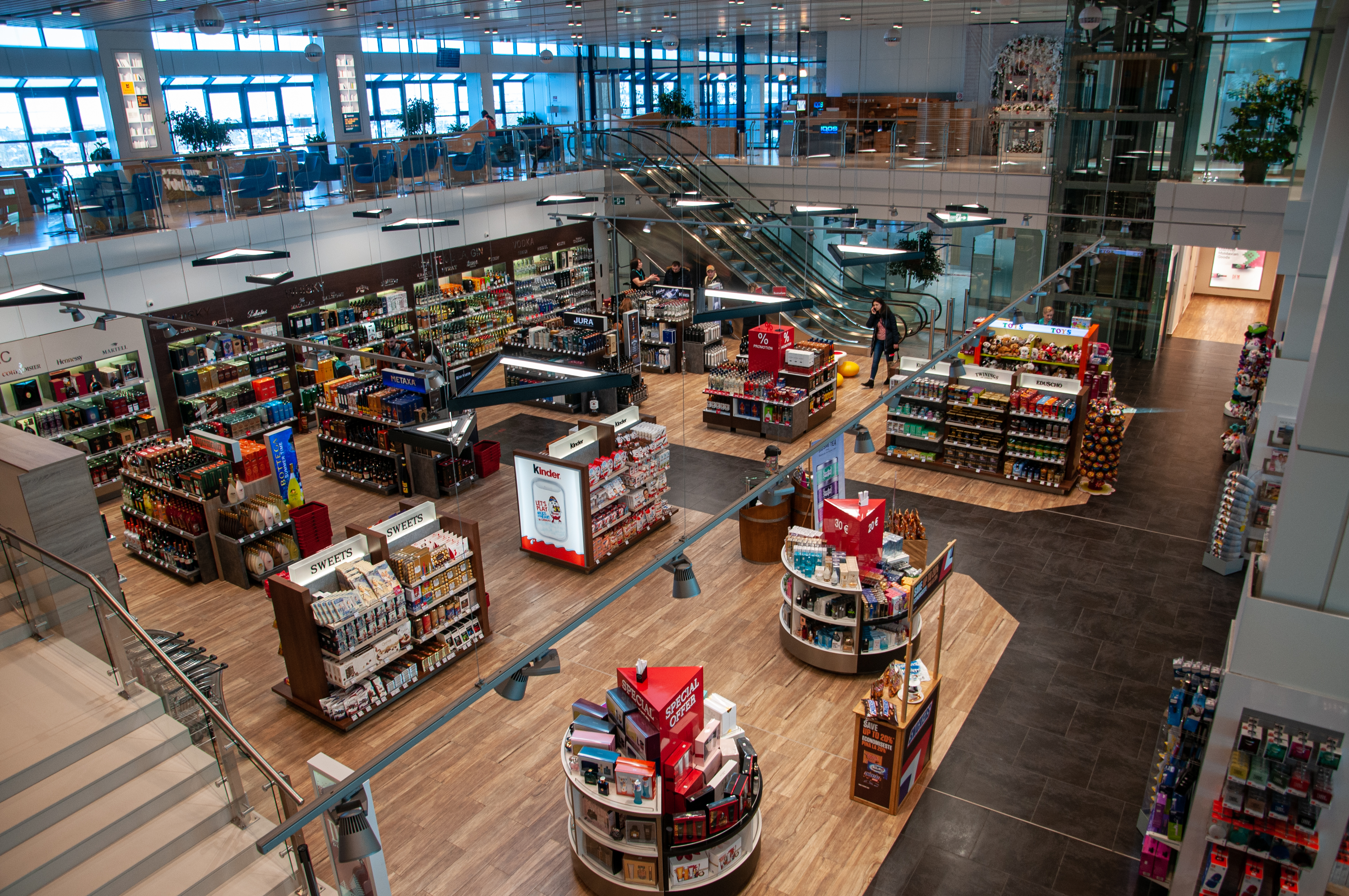
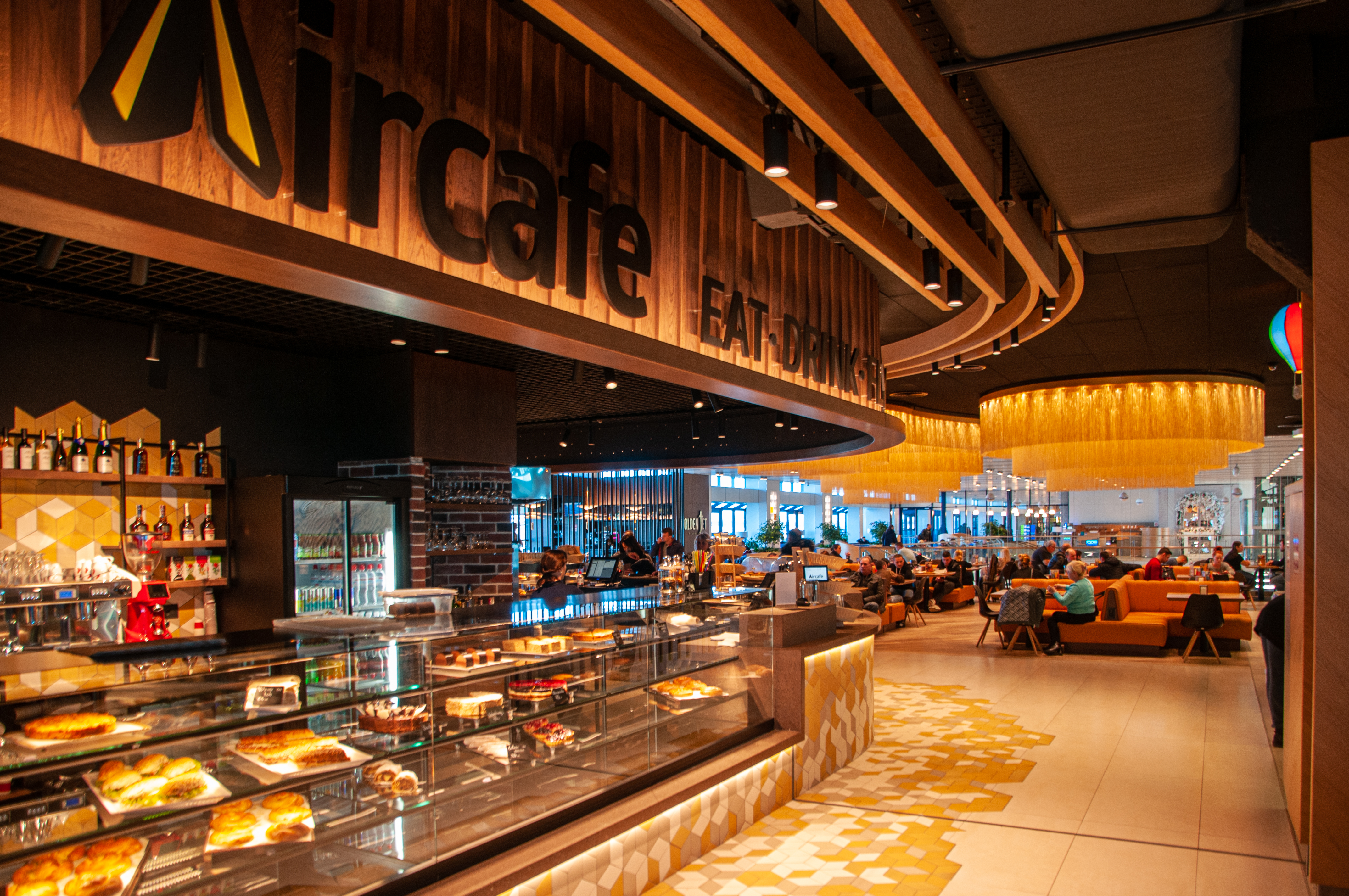
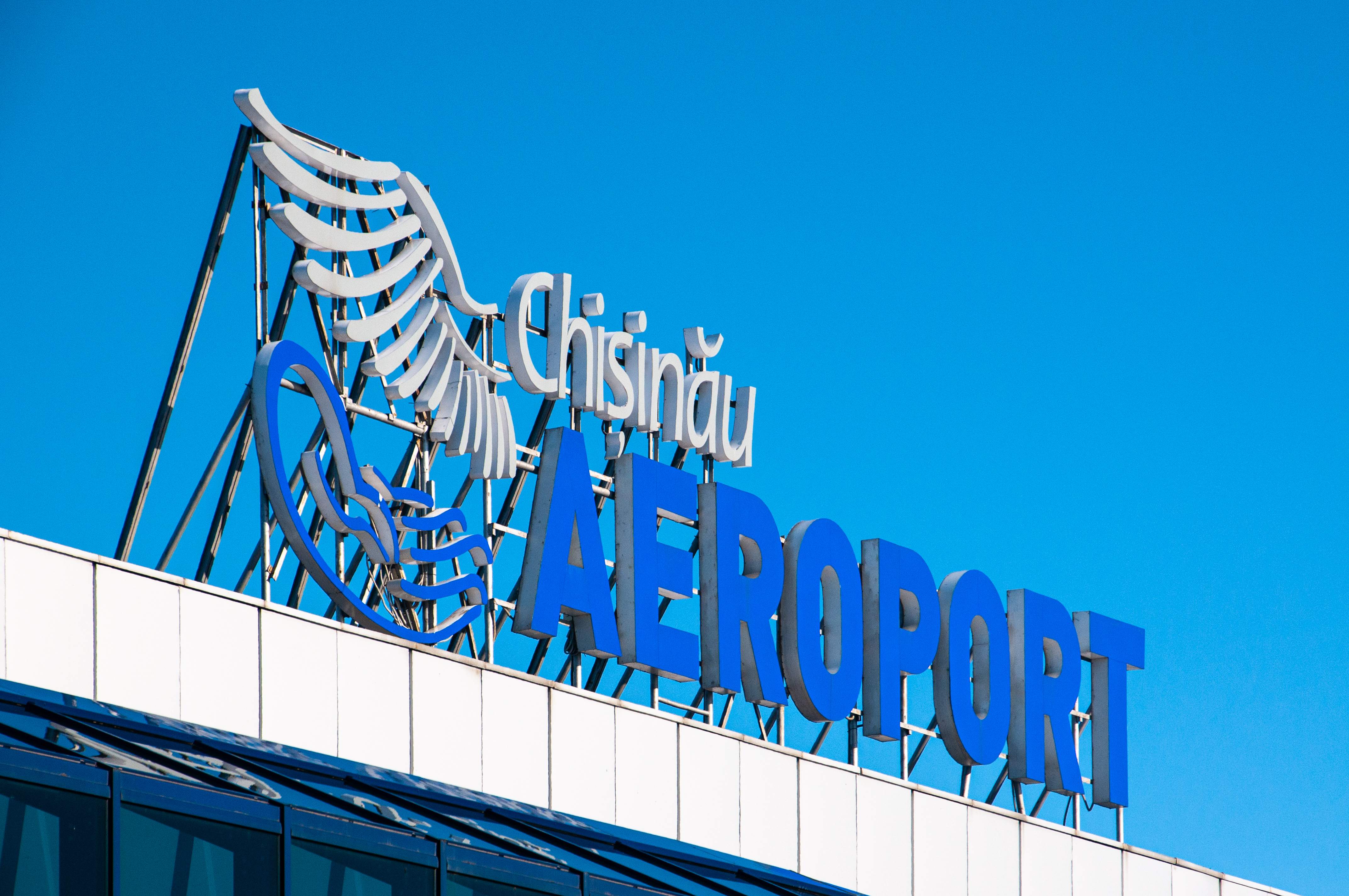
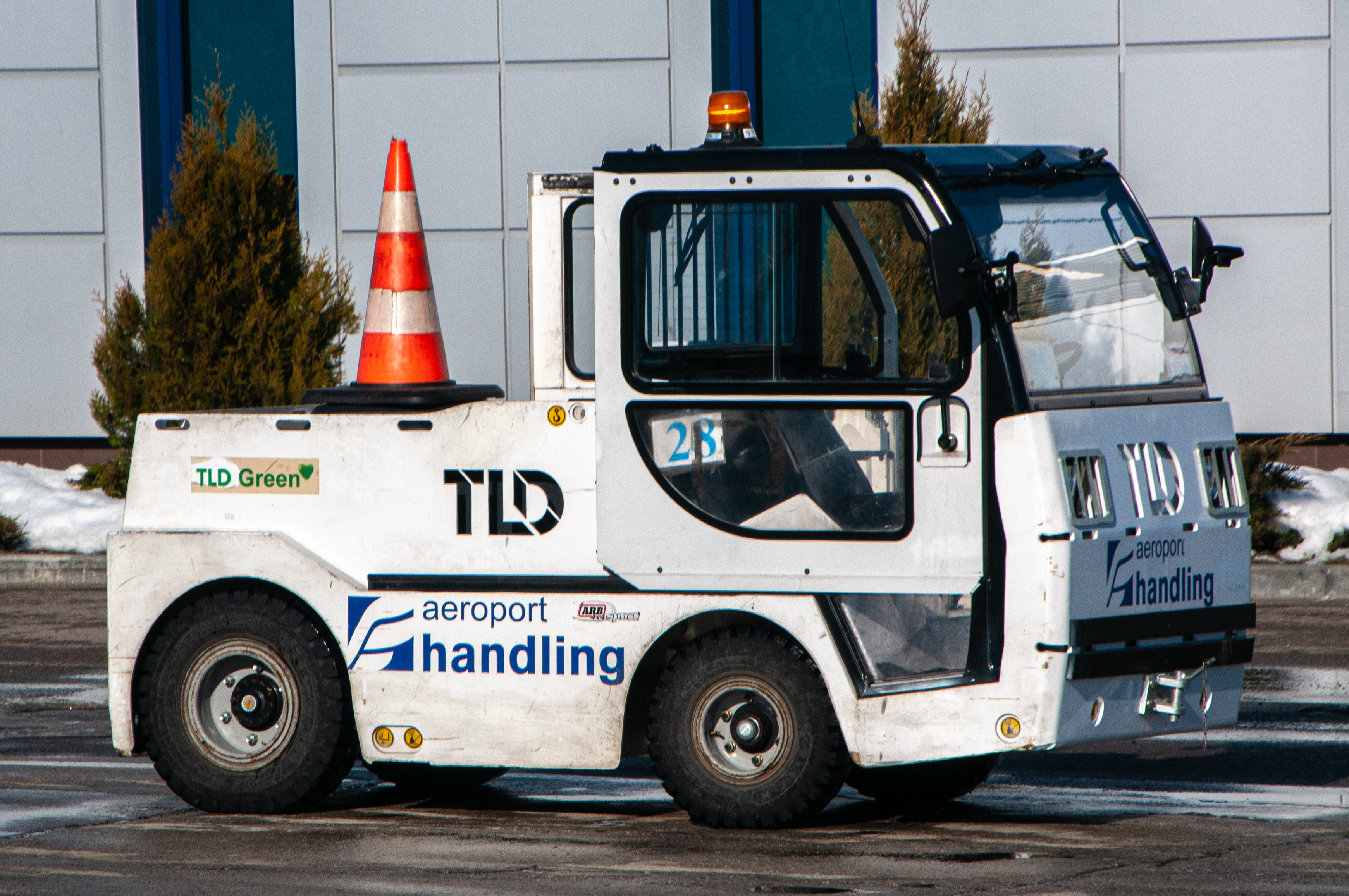